# Ameriški škržatek
Ameriški škržatek (znanstveno ime Scaphoideus titanus) je žuželka iz družine malih škržatkov, izvorno razširjena po Severni Ameriki, ki se prehranjuje z rastlinami iz družine vinikovk. Vrsta je bila vnešena v Evropo, kjer napada vinsko trto in je znana predvsem kot prenašalec uničujoče bolezni vinske trte, zlate trsne rumenice.

## Opis
Je rdečkaste osnovne barve s svetlejšimi in temnejšimi rjavimi lisami, v dolžino zraste do pol centimetra. Nimfe so rumenkasto bele po vsem telesu, le na zadku imajo par rjavih pik. Na leto se razvije ena generacija; ličinke se pričnejo izlegati iz jajčec v maju, se petkrat levijo in preobrazijo v odrasle živali do konca julija ali začetka avgusta. Po parjenju odložijo samice jajčeca v špranje v lubju dvoletnega lesa, kjer le-ta prezimijo. Odrasle živali so aktivne ob jutranji zori in večernem mraku, ko predvsem samci letajo naokrog in iščejo samice. Paritveno vedenje je sestavljeno iz dveh faz: iskanja in dvorjenja, v obeh pa imajo ključno vlogo vibracijski signali. V fazi iskanja samec leta med rastlinami in ob vsakem pristanku odda pozivni klic, sestavljen iz različnih elementov (poimenovanih »bobnenje«, »brenčanje« in »hreščanje«). Samica na ta klic odgovori tako, da oddaja svoje signale med elementi samčevega klica. Samec nato preide na napev dvorjenja (podoben pozivnemu napevu) in prične iskati samico po rastlini. Če ne dobi odgovora, odleti na naslednji list. Posebnost te vrste je izrazito rivalstvo med samci: če sta v bližini hkrati prisotna dva samca, lahko en samec prekine duet drugega samca in samice z »motilnimi« signali ter poišče samico brez dvorjenja.

## Razširjenost
Izvorno je ameriški škržatek razširjen v Združenih državah Amerike, predvsem v osrednjem in vzhodnem delu države, ter na vzhodu Kanade. Vrsto je v Evropo v 1850. letih nenamerno zanesel človek. Sodeč po molekularnih znakih je šlo samo za en množičen vnos v času, ko so iz ZDA v Francijo uvozili večjo količino sadik vinske trte za križanje. Od tam se je do danes razširil po večjem delu Južne Evrope in deloma tudi severneje. Znano območje razširjenosti zdaj zajema celoten jug Francije, Španijo, Portugalsko, sever Italije, jug Švice, Slovenijo, Avstrijo, Hrvaško, Madžarsko in Srbijo.
V Sloveniji je ameriški škržatek prisoten od leta 1983, ko se je pojavil v obalni regiji na jugozahodu. Po letu 2003 se je pričela populacija hitro povečevati, škržatke pa so opazili tudi na severo- in jugovzhodu. Dve leti kasneje je bil potrjen prvi primer okužbe trte z zlato trsno rumenico. Od takrat je nastalo več novih žarišč te bolezni v vseh vinorodnih deželah, čeprav je glede na razširjenost ameriškega škržatka zaenkrat še redka. Sam ameriški škržatek je v najbolj kritičnih območjih predmet obveznega zatiranja po vladni uredbi.